# はくちょう座16番星Bb
はくちょう座16番星Bb（はくちょうざ16ばんせいBb、英語: 16 Cygni Bb）またはHD 186427 bは、はくちょう座の方向に約69光年離れた位置にある太陽系外惑星である。この惑星は、三重連星系のはくちょう座16番星を構成している恒星の一つで、太陽によく似ている恒星Bを公転している。約799日で恒星を公転しており、初めて発見されたエキセントリック・プラネット、そして初めて三重連星系内で発見された太陽系外惑星である。

## 発見
1996年10月、はくちょう座16番星Bを公転する大質量の惑星の発見が発表され、「はくちょう座16番星Bb」と命名された。下限質量は木星の1.68倍と求められ、当時発見されていた太陽系外惑星の中では最も軌道離心率が大きな惑星であった。
軌道傾斜角が直接計測されてないうえ、連星系の力学的モデルが公表されていないため、質量は下限値しか求められていない。

## 軌道

太陽系の惑星（青線）とはくちょう座16番星Bb（黒線）の軌道の比較

太陽系の惑星とは大きく異なり、はくちょう座16番星Bbの軌道は非常に楕円形で、その距離は0.54au（8078万km）から2.8au（4億1888万km）まで変化する。この軌道離心率が高い軌道は、連星系の潮汐相互作用によって生じた可能性があり、今後数百万年の間、はくちょう座16番星Bbは軌道の歪み具合を大きく変化させる可能性も考えられている。
2001年に行われた位置天文学観測では、はくちょう座16番星Bbは地球からの視線角度（173°）に対してかなり傾いている可能性が示唆されている。また、この場合だと惑星の質量が木星の14倍になると見積もられた。これは惑星と褐色矮星の境界線である13木星質量を超えているが、後の観測で、この値は惑星の質量としてあり得る上限値である事が判明した。

## 物理的特徴
はくちょう座16番星Bbは、主星はくちょう座16番星の視線速度を使用して間接的に発見されたため、半径や組成、表面温度などの物理的特性は知られていない。2012年には、質量が木星の約2.4倍であれば、惑星系が安定する事が示された。これは下限質量ではなく、真の質量である。潮汐固定が発生していれば、さらに安定するとされている。
極端に歪んだ軌道は、はくちょう座16番星Bbに極度の季節変化をもたらしている。それにも関わらず、シミュレーションでは、地球の月のような衛星が比較的近い軌道に存在していれば、はくちょう座16番星Bbが軌道を公転する間に、表面に液体の水が存在出来る時期がある事が示唆されている。